# Саратовское (болото)
Саратовское — болото в Костанайском районе Костанайской области Казахстана. В середине XX века являлось озером. Находится в 3 км к западу от села Ждановка.
По данным топографической съёмки 1958 года, площадь поверхности озера составляет 1,45 км². Наибольшая длина озера — 2,1 км, наибольшая ширина — 1 км. Длина береговой линии составляет 5,2 км, развитие береговой линии — 1,22. Озеро было расположено на высоте 188,5 м над уровнем моря. Ныне представляет собой впадину, занятую болотом глубиной 0,5 метра и двумя небольшими озёрами.